# Алекс Швацер
Алекс Швацер  (італ. Alex Schwazer, 26 грудня 1984) — італійський легкоатлет, олімпійський чемпіон.

## Виступи на Олімпіадах
| Олімпіада  | Дисципліна      | Місце |
| ---------- | --------------- | ----- |
| Пекін 2008 | ходьба на 50 км | 1     |